# レア魔性の肉体
『レア・魔性の肉体（パルメット）』（原題：Palmetto）は、1998年に北米で公開された アメリカのサスペンス／スリラー映画。監督はフォルカー・シュレンドルフ。 出演はウディ・ハレルソン、エリザベス・シュー、ジーナ・ガーション。

## ストーリー
刑務所から出所したハリー・バーバー（ウディ・ハレルソン）は大富豪婦人（エリザベス・シュー）と共謀して彼女の義理の娘を誘拐する計画を立てるが、ハリーはこの計画の「裏」を察することができず、とんでもない陰謀に引きずり込まれてしまう。

## キャスト
| 役名                   | 俳優                   | 日本語吹替 | 日本語吹替   | 日本語吹替 |
| 役名                   | 俳優                   | VHS版      | テレビ東京版 |            |
| ---------------------- | ---------------------- | ---------- | ------------ | ---------- |
| ハリー・バーバー       | ウディ・ハレルソン     | 安原義人   | 屋良有作     |            |
| レア・マルルー         | エリザベス・シュー     | 小山茉美   | 小山茉美     |            |
| ニーナ                 | ジーナ・ガーション     | 日野由利加 | 佐々木優子   |            |
| フェリックス・マルルー | ロルフ・ホッペ         | 藤本譲     | 阪脩         |            |
| ドネリー               | マイケル・ラパポート   | 大滝寛     | 田中正彦     |            |
| ジョン・レニック       | トム・ライト           | 菅生隆之   | 池田勝       |            |
| オデット               | クロエ・セヴィニー     | 湯屋敦子   | 魏涼子       |            |
| マイルズ・メドウズ     | マーク・マコーレイ     | 堀部隆一   | 青山穣       |            |
| 弁護士                 | ジョー・ヒッキー       |            |              |            |
| 判事                   | ラルフ・ウィルコックス |            |              |            |

- テレビ東京版：初回放送2003年4月24日『木曜洋画劇場』